# Шипли, Дженни
Дженнифер «Дженни» Мэри Шипли (Jennifer "Jenny" Mary Shipley род. 4 февраля 1952, Гор, Новая Зеландия) — 36-й Премьер-министр Новой Зеландии с декабря 1997 года по декабрь 1999 года, первая женщина на этом посту, а также первая женщина, возглавившая Национальную партию Новой Зеландии.

## Ранняя жизнь
Родилась в городе Гор, Новая Зеландия в семье овцеводов и была крещена под именем Дженнифер Мэри Робсон. У неё 3 сестры. В 1971 году получила среднее образование в Женском Колледже Мальборо по специальности учитель и до 1976 года преподавала в начальных школах. В 1973 году она вышла замуж за Бартона Шипли и поселилась в Ашбертоне. У них двое детей. Она также принимала участие в деятельности нескольких организаций в сфере образования и защиты детей, таких как en:Plunket Society.

## Член парламента
В 1975 году вступила в Национальную партию Новой Зеландии. В 1976 году она стала помощником депутата парламента. На выборах 1987 года она сама успешно баллотировалась парламент от Ашбертона, став депутатом в 35 лет, на то время одним из самых молодых членов парламента. Она представляла этот округ до своего ухода из политики в 2002 году (в 1996 году название округа изменилось на Ракайя).

## Член правительства
После победы Национальной партии во главе с Джимом Болджером на выборах 1990 года, Шипли стала министром социального обеспечения в соответствии со своим постом в теневом кабинете. Также она занимала пост министра по делам женщин. Восторженная сторонница Маргарет Тэтчер, она выступала за сокращение социальных льгот. Её деятельность на посту министра социального обеспечения была отмечена спорами вокруг проводимых ей сокращений государственных пособий. Затем когда она стала министром здравоохранения в 1993 году, ещё большие споры вызвала её попытка реформирования системы здравоохранения при помощи введения внутреннего рынка. После переизбрания Национальной партии в 1996 году, Шипли покинула пост министра по делам женщин в обмен на несколько других портфелей в том числе ответственного за государственные компании.

## Премьер-министр
В Шипли возрастало раздражение и разочарование осторожной политикой лидера Национальной партии Джима Болджера, а также непропорциональный рост влияния партнёра по коалиции партии Новая Зеландия прежде всего. В середине 1997 года она начала заручаться поддержкой, чтобы сменить его. В ноябре, когда Болджер отправился на конференцию в Шотландию, Шипли убедила большинство своих однопартийцев, поддержать её претензии на лидерство. Столкнувшись с потерей поддержки своих однопартийцев, Болджер подал в отставку и Шипли сменила его на посту лидера партии, в качестве которого 8 декабря 1997 года она стала главой правительства.
Несмотря на продолжающийся экономический рост, правительство Шипли по прежнему было нестабильным. В частности, испортились отношения между партнёрами по коалиции Национальной партией и Новая Зеландия прежде всего. В то время как Болджер сумел наладить хорошие отношения с партией Новая Зеландия прежде всего (и её лидером Уинстоном Петерсом), союз стал распадаться после прихода к власти Шипли. Высшей точкой конфликта стала отставка Петерса из правительства 14 августа 1998 года.
Петерс немедленно прекратил поддержку правительства Шипли. Однако, несколько членов парламента от партии Новая Зеландия прежде всего желали сохранить коалицию. Во главе с заместителем лидера партии Тау Хенаре они попытались сместить Петерса с поста лидера партии. Однако их попытка была безуспешной и они вышли из партии став независимыми или попытавшись сформировать собственные партии. Эти депутаты оказали достаточную поддержку Шипли, чтобы сохранить власть Национальной партии при голосовании по вопросу о доверии правительству 8 сентября.
8 сентября 1998 года Шипли неожиданно поддержала призыв министра культуры Мари Хаслер к изменению флага Новой Зеландии. Шипли вместе с комитетом Новой Зеландии по туризму поддержала национальную эмблему в виду серебряного папоротника на чёрном фоне, в качестве альтернативного флага подобного канадскому кленовому листу. Несмотря на это Шипли из всех сил старалась дистанцироваться от республиканской политики Джима Болджера. Поскольку споры не утихали в 1999 году Новую Зеландию посетила принцесса Анна, и Шипли заявила «Я безоговорочно поддерживаю корону, как и многие новозеландцы».
Однако, дебаты утихли, когда разгорелись споры вокруг контрактов комитета по туризму переданных PR-фирме Saatchi and Saatchi, руководитель которой Кевин Робертс, также поддерживающий флаг с серебряным папоротником, был близким другом Шипли. Этот скандал нанёс удар правительству Шипли в год выборов и привел к отставке министра туризма Мюррея МакКалли.
Дженни Шипли стала первой из премьер-министров Новой Зеландии, принявшим участие в гей-параде. Она стала первым лидером Национальной партии, попытавшимся заручиться избирательной поддержкой сексуальных меньшинств. Это стало частью попыток Шипли расширить традиционный круг избирателей Национальной партии.
Она является членом Мадридского клуба.
Дженни Шипли также является членом Совета Женщин-мировых лидеров, международной организации объединяющей действующих и бывших женщин глав государств и правительств, выступающих за решение проблем женщин во всем мире и развитие равенства.

## Поражение и отставка
На выборах 1999 года Лейбористская партия во главе с Хелен Кларк одержала победу над Национальной партией. Шипли оставалась на посту лидера партии до октября 2001 года, пока Билл Инглиш не сменил её на посту лидера партии и оппозиции, затем она оставила свой пост в парламенте.
В 2000 году Шипли перенесла сердечный приступ.

## Жизнь после ухода из политики
В 2007 году Шипли перешла на работу в финансовую компанию Sentinel.
Имеет деловые интересы в Китае. Она приняла участие в эпизоде телевизионного реалити-шоу Intrepid Journeys (Отчаянные путешествия), в котором она посетила Намибию. Позднее она занялась благотворительной поддержкой школ в этой стране, которые она посетила во время путешествия.
14 августа 2009 года Шипли присвоено звание дамы ордена. В настоящее время Шипли занимает пост председателя Genesis Power Limited.